# Хунцзян
Хунцзя́н (кит. упр. 洪江, пиньинь Hóngjiāng) — городской уезд городского округа Хуайхуа провинции Хунань (КНР).

## История
Во времена империи Сун в 1080 году был создан уезд Цяньян (黔阳县), и эти места в основном вошли в его состав; власти уезда размещались в посёлке Аньцзян (安江镇). 
После образования КНР в 1949 году был создан Специальный район Хуэйтун (会同专区), и уезд Цяньян вошёл в его состав. В марте 1950 года власти уезда Хуэйтун переехали из посёлка Хунцзян (洪江镇) в посёлок Линьчэн (林城镇), а сам посёлок Хунцзян с окрестностями был выделен в отдельный городской уезд Хунцзян.
2 сентября 1952 года Специальный район Хуэйтун был расформирован, и входившие в него административные единицы перешли в состав нового Специального района Чжицзян (芷江专区), который уже 13 ноября был переименован в Специальный район Цяньян (黔阳专区). 
5 июня 1953 года городской уезд Хунцзян был присоединён к уезду Цяньян, но уже 2 сентября 1953 года был воссоздан и подчинён напрямую властям провинции. В 1958 году городской уезд Хунцзян был возвращён в состав Специального района Цяньян.
В 1961 году Хунцзян был вновь выведен из состава уезда Цяньян, снова перейдя в подчинение властям специального района, и кроме того из уезда Цяньян был выделен городской уезд Аньцзян (安江市). 20 октября 1962 года городской уезд Аньцзян был вновь присоединён к уезду Цяньян, а 20 мая 1963 года городской уезд Хунцзян был опять присоединён к уезду Цяньян.
В 1970 году Специальный район Цяньян был переименован в Округ Цяньян (黔阳地区).
1 сентября 1979 года из уезда Цяньян был вновь выделен городской уезд Хунцзян.
Постановлением Госсовета КНР от 30 июня 1981 года Округ Цяньян был переименован в Округ Хуайхуа (怀化地区).
Постановлением Госсовета КНР от 29 ноября 1997 года округ Хуайхуа был преобразован в городской округ Хуайхуа; при этом уезд Цяньян был присоединён к городскому уезду Хунцзян.

## Административное деление
Городской уезд делится на 4 уличных комитета, 7 посёлок, 13 волостей и 2 национальные волости.